# Autovía A-92
Die Autovía A-92, kurz auch A-92, ist eine autonome andalusische Autobahn, die Sevilla mit Almería verbindet, und führt durch die Städte Estepa, Antequera, Granada und Guadix.
Sie wird wie folgt unterteilt:
Sie beginnt an der Ringstraße von Sevilla (SE-30), führt weiter südöstlich nach Antequera (Málaga), wo sie mit der A-45 verbunden ist und weiter nach Osten Richtung Granada führt.
- A-92 von Kilometer 376 (Tabernas) bis A-7 (Tabernas) gehört der öffentlichen Hand.
- A-92M (früher A-359) verbindet den Bahnhof Salinas mit Villanueva de Cauche
- A-92G (früher A-329) verbindet die Santa Fe mit Granada
- A-92N verbindet Guadix (Granada) mit Puerto Lumbreras.

Es führt durch die Provinzen von Sevilla, Málaga, Granada und Almería und ist die längste autonome Autobahn in Spanien. In Guadix (Provinz Granada) endet die Autobahn und geht in die A-7 über.

## Geschichte
Anlässlich einer Universitätsausstellung im Jahr 1992 in Sevilla wurde zum ersten Mal die Bezeichnung „A-92“ vorgeschlagen. Es wurde vorgeschlagen, die nationalen Straßen N-334, N-342, N-324 und N-340 zur Autobahn (Autovía) aufzuwerten. Es wurden notwendige Adaptierungen vorgenommen, wie Vermeidung von Bahnübergängen und Kreuzungen und Umfahrung von Städten. Die ursprünglich 1986 geplante Route verlief von Sevilla nach Baza, über Antequera und Granada. Im Jahr 1993 folgte die feierliche Eröffnung der Strecke, die mit einem Jahr Verspätung erfolgte.
Von Beginn an war geplant, die Strecke von Puerto Lumbreras, in die Region Murcia zu verlängern. Die Strecke wurde dann vier Jahre nach Eröffnung des ersten Abschnittes eröffnet. 1995 forderten einige Politiker und Geschäftsleute aus der Provinz Almería, einen Anschluss an die Autobahn aus Almería zu bauen, die die Hauptstadt Almería mit Guadix verbindet. Dieser Abschnitt wurde 2002 fertiggestellt und eröffnet.
Die letzten Abschnitte der Autobahnen mussten mehrmals wegen Wintereinbrüchen und der damit verbundenen Murenabgängen gesperrt werden. Grund dafür ist, dass eine nur 12 Zentimeter dicke Asphaltschicht aufgetragen wurde, anstatt der üblichen 25 Zentimeter. Dadurch sparte man zwar beim Bau Geld, dafür waren dann die Erhaltungskosten umso höher, da sie mehrmals erneuert werden musste.
Auch bei der Ausfahrt Darro gab es oft Schäden wegen der Sparmaßnahmen an der Dicke des Asphalts. Es wurde der Vorwurf laut, dass die Regierung wegen der Alpinen Skiweltmeisterschaften 1996 in der Sierra Nevada zu wenig Geld hatte. Die Regierung dementierte diesen Vorwurf.

## Abschnitte
| Tramo                                                                     | Kilómetros | Inauguración                        |
| ------------------------------------------------------------------------- | ---------- | ----------------------------------- |
| Sevilla (Ost) – Venta de Junco                                            | 18.6       | 1974                                |
| Venta de Junco – Arahal                                                   | 28         | 1988                                |
| Arahal – Estepa (West)                                                    | 60.3       | 1989                                |
| Variante de Estepa                                                        | 6.5        | 1990                                |
| Estepa (Ost) – Provinzgrenze Málaga                                       | 18.4       | 1990                                |
| Provinzgrenze Sevilla – Antequera (Los Llanos)                            | 22         | 1989                                |
| Antequera (Los Llanos) – Archidona                                        | 12         | 1990                                |
| Archidona – Salinas                                                       | 8.8        | 1989                                |
| Salinas – Riofrío (Loja west)                                             | 9.6        | 1989                                |
| Variante de Loja                                                          | 9          | 1990                                |
| Loja (Ost) – Huétor Tájar (West)                                          | 6.9        | 1989 2001 (Erweiterung)             |
| Variante Huétor Tájar                                                     | 2.5        | 1989 2001 (Erweiterung)             |
| Huétor Tájar (Ost) – Loreto (Tramo de Cacín)                              | 7.8        | 1989 2001 (Erweiterung)             |
| Loreto – Láchar (West) (Tramo de Fuensanta)                               | 9.5        | 1989                                |
| Variante de Láchar                                                        | 3.6        | 1989                                |
| Láchar (Ost) – Santa Fe (Flughafen)                                       | 5.7        | 1990                                |
| Santa Fe (Flughafen) – Puerto Lobo (Puerto de la Mora)                    | 29.2       | 1992 (teilweise) 1992 (vollständig) |
| Puerto Lobo (Puerto de la Mora) – Venta del Molinillo (West)              | 5.1        | 1991                                |
| Variante de Venta del Molinillo                                           | 5.1        | 1992                                |
| Venta del Molinillo (Ost) – Purullena (West)                              | 18.6       | 1991                                |
| Variante de Purullena y Guadix (Nord) (Tramo Purullena west - Guadix ost) | 8.4        | 1991                                |
| Variante de Guadix (Süd) (Tramo Guadix Este – Alcudia de Guadix)          | 13         | 1999                                |
| Alcudia de Guadix – Hueneja                                               | 18         | 2000                                |
| Hueneja – Las Juntas                                                      | 14.5       | 2002                                |
| Las Juntas – Nacimiento                                                   | 11.5       | 2002                                |
| Nacimiento – Tabernas                                                     | 24         | 2002                                |
| Tabernas – Rioja                                                          | 6.8        | 2001                                |
| Rioja – Almería (Norte) por Viator                                        | 10.9       | 2002                                |

## Streckenverlauf
| Höchstgeschwindigkeit | Ausfahrt | Richtung Almería | Richtung Sevilla                                                              | Anschluss an        |
| --------------------- | -------- | --- | ----------------------------------------------------------------------------- | ------------------- |
|                       |          | Alcalá de Guadaíra Málaga Granada Almería                                                                                                 | weiter nach Sevilla Avenida de Andalucía                                      |                     |
| 80                    | 0        | Mercasevilla Córdoba | Córdoba Mérida                                                                | E-5 SE-30 A-4 A-66  |
| 80                    |          | | Mercasevilla Cádiz Huelva                                                     | E-5 SE-30 A-4 A-49  |
| 80                    |          | Andalucía Residencial El Pino (Industriegebiet) Parque Industrial La Negrilla                                                             | Andalucía Residencial El Pino (Industriegebiet) Parque Industrial La Negrilla |                     |
| 100                   |          | Sevilla (Ost) | Sevilla (Ost)                                                                 |                     |
|                       |          | Torreblanca | Torreblanca                                                                   |                     |
| 100                   |          | Cádiz P. I. Merka P. I. Fridex P. I. La Chaparrilla P. I. San Nicolás                                                                     |                                                                               | SE-30 N-IV          |
| 100                   | 4 / 5    | Mairena del Alcor P. I. La Red | Mairena del Alcor Isla Mágica Cádiz                                           | SE-30 A-8026 A-8028 |
| 100                   |          | Vía de servicio Industriegebiet |                                                                               |                     |
| 100                   | 6        | Alcalá de Guadaíra A-376 Utrera E-5 A-4 Córdoba                                                                                           | A-376 Utrera E-5 A-4 Córdoba                                                  | SE-40 A-8033        |
| 100                   | 7        | Alcalá de Guadaira Centro Comercial |                                                                               |                     |
| 100                   | 8        | | Alcalá de Guadaíra Bda. La Liebre Vía de servicio Industriegebiet             |                     |
| 100                   | 9        | Alcalá de Guadaíra |                                                                               |                     |
| 100                   | 12A/12   | Alcalá de Guadaíra Mairena del Alcor El Viso del Alcor Carmona                                                                            | Alcalá de Guadaíra Mairena del Alcor El Viso del Alcor Carmona                | A-392 A-398         |
| 100                   | 12B      | Alcalá de Guadaíra |                                                                               |                     |
| 120                   | 14A/14   | Alcalá de Guadaíra | Alcalá de Guadaíra                                                            |                     |
| 120                   | 14B      | Morón de la Frontera |                                                                               |                     |
| 120                   | 15       | Vía verde de Los Alcores | San Juan de Dios Vía verde de Los Alcores                                     |                     |
| 120                   |          | Mairena del Alcor | Mairena del Alcor                                                             |                     |
| 120                   | 27       | Arroyo del Salado Carmona – Utrera | Arroyo del Salado Carmona – Utrera                                            | A-8100              |
| 120                   | 37       | Utrera Las Cabezas de San Juan | Utrera Las Cabezas de San Juan N-IV E-5 AP-4 Cádiz                            | A-394               |
| 120                   | 38       | Arahal | Arahal                                                                        |                     |
| 120                   | 40       | Arahal | Arahal                                                                        |                     |
| 120                   | 41       | Arahal Morón de la Frontera | Arahal Morón de la Frontera                                                   |                     |
| 120                   | 42       | Arahal | Arahal                                                                        | A-8125              |
| 120                   | 46       | Paradas | Paradas                                                                       |                     |
| 120                   | 49       | Marchena – Écija – Córdoba Morón de la Frontera Ronda                                                                                     | Marchena – Écija Morón de la Frontera Ronda                                   | A-361 A-364         |
| 120                   | 63       | Marchena La Puebla de Cazalla | Marchena La Puebla de Cazalla                                                 | A-380               |
| 120                   | 65       | La Puebla de Cazalla | La Puebla de Cazalla                                                          |                     |
| 120                   | 80       | Osuna | Osuna                                                                         |                     |
| 120                   | 82       | Osuna El Saucejo – Almargen | Osuna El Saucejo – Almargen                                                   | A-451               |
| 120                   | 84       | Osuna Martín de la Jara | Osuna Martín de la Jara                                                       | A-378               |
| 120                   | 85       | Osuna | Osuna                                                                         |                     |
| 120                   | 92       | El Rubio Martín de la Jara | El Rubio Martín de la Jara                                                    |                     |
| 120                   | 95       | Aguadulce | Aguadulce                                                                     |                     |
| 120                   | 97       | Gilena Pedrera | Gilena Pedrera                                                                | A-8326              |
| 120                   | 103      | Estepa | Estepa                                                                        |                     |
| 120                   | 105      | Estepa | Estepa                                                                        |                     |
| 120                   | 106      | Estepa Herrera – Puente Genil Lucena | Estepa Herrera – Puente Genil Lucena                                          | A-318               |
| 120                   | 109      | Estepa | Estepa                                                                        |                     |
| 120                   | 112      | Lora de Estepa | Lora de Estepa                                                                |                     |
| 120                   | 113      | Casariche | Casariche                                                                     | A-379               |
| 120                   | 120      | La Roda de Andalucía | La Roda de Andalucía                                                          |                     |
| 120                   | 123      | La Roda de Andalucía Navahermosa – Fuente de Yeguas Campillos                                                                             | La Roda de Andalucía Navahermosa – Fuente de Yeguas Campillos                 | A-365               |
| 120                   | 125      | La Roda de Andalucía | La Roda de Andalucía                                                          |                     |
| 120                   |          | Provinz Málaga | Provinz Sevilla                                                               |                     |
| 120                   | 132      | Fuente de Piedra Humilladero | Fuente de Piedra Humilladero                                                  | A-7279              |
| 120                   | 138      | Mollina Humilladero | Mollina Humilladero                                                           | A-7280              |
| 120                   | 142      | Mollina Las Viñas | Mollina Las Viñas                                                             | A-7280              |
| 120                   | 146      | Antequera Álora – Pizarra Campillos – Ronda Jerez de la Frontera                                                                          | Antequera Álora – Pizarra Campillos – Ronda Jerez de la Frontera              | A-384 A-343         |
| 120                   | 149      | Antequera-Córdoba | Antequera-Córdoba-Málaga                                                      | N-331               |
| 120                   | 152      | E-5 A-4 Córdoba E-15 A-7 Málaga | E-5 A-4 Córdoba E-15 A-7 Málaga                                               | A-45                |
| 120                   | 160      | Antequera La Vega | Antequera La Vega                                                             | A-7282              |
| 120                   | 163      | Archidona | Archidona                                                                     |                     |
| 120                   | 167      | Archidona | Archidona                                                                     |                     |
| 120                   | 175      | Iznájar Priego de Córdoba – Rute | Iznájar Priego de Córdoba – Rute                                              | A-333               |
| 120                   | 177      | Villanueva del Trabuco Villanueva del Rosario                                                                                             | Villanueva del Trabuco Villanueva del Rosario                                 | A-92M               |
| 120                   |          | Provinz Granada | Provinz Málaga                                                                | Provinz Málaga      |
| 120                   | 178      | Cuesta de la Palma | Cuesta de la Palma                                                            |                     |
| 120                   | 180      | Cuesta Blanca | Cuesta Blanca                                                                 |                     |
| 120                   | 183      | Cuesta Blanca Riofrío | Cuesta Blanca Riofrío                                                         |                     |
| 120                   | 185      | Riofrío | Riofrío                                                                       |                     |
| 120                   | 187      | Venta del Rayo Zafarraya | Venta del Rayo Zafarraya                                                      | A-341               |
| 120                   | 188      | Loja (West) | Loja (West)                                                                   |                     |
| 120                   | 193      | Loja (Ost) | Loja (Ost)                                                                    | A-4154              |
| 120                   | 197      | Salar Alhama de Granada | Salar Alhama de Granada                                                       |                     |
| 120                   | 203      | Huétor Tájar | Huétor Tájar                                                                  |                     |
| 120                   | 206      | Villanueva Mesía | Villanueva Mesía                                                              |                     |
| 120                   | 211      | Moraleda de Zafayona Montefrío Alhama de Granada                                                                                          | Moraleda de Zafayona Montefrío Alhama de Granada                              | A-335 A-402         |
| 120                   | 215      | Fuensanta | Fuensanta                                                                     |                     |
| 120                   | 218      | Trasmulas | Trasmulas                                                                     |                     |
| 120                   | 220      | Peñuelas Castillo de Tajarja | Peñuelas Castillo de Tajarja                                                  |                     |
| 120                   | 221      | Láchar Peñuelas | Láchar Peñuelas                                                               |                     |
| 120                   | 225      | Cijuela Romilla Chimeneas | Cijuela Romilla Chimeneas                                                     |                     |
| 120                   | 227      | Chauchina Fuente Vaqueros | Chauchina Fuente Vaqueros                                                     |                     |
| 120                   | 229      | Flughafen Granada |                                                                               |                     |
| 120                   | 230      | Santa Fe Granada (West) Estación de Esquí de Sierra Nevada                                                                                |                                                                               | A-92G               |
| 120                   | 231A     | | Santa Fe Granada (West)                                                       | A-92G               |
| 120                   | 231B     | El Jau | Flughafen Granada El Jau                                                      |                     |
| 120                   | 234      | Fuente Vaqueros Santa Fe | Fuente Vaqueros Santa Fe                                                      |                     |
| 120                   | 236      | Córdoba Granada (West) Pinos Puente | Córdoba Granada (West) Pinos Puente                                           | N-432               |
| 120                   | 237      | Atarfe Las Canteras | Atarfe Las Canteras                                                           |                     |
| 120                   | 238      | Atarfe Las Canteras | Atarfe Las Canteras                                                           |                     |
| 120                   | 241      | Granada – Motril Jaén – Madrid | Granada – Motril Jaén – Madrid                                                | E-902 A-A-44        |
| 120                   | 245      | Pulianas Güevéjar Cogollos Vega | Pulianas Güevéjar Cogollos Vega                                               |                     |
| 120                   | 249      | Alfacar Jun | Alfacar Jun                                                                   |                     |
| 120                   | 250      | Víznar | Víznar                                                                        |                     |
| 120                   | 253      | Huétor Santillán El Fargue Granada (Ost)                                                                                                  | Huétor Santillán El Fargue Granada (Ost)                                      |                     |
| 120                   | 256      | Beas de Granada Huétor Santillán | Beas de Granada Huétor Santillán                                              |                     |
| 120                   | 259      | Parque Natural Sierra de Huétor P. N. Sierra de Huétor                                                                                    | Parque Natural Sierra de Huétor P. N. Sierra de Huétor                        |                     |
| 120                   | 264      | Prado Negro Las Mimbres Venta del Molinillo                                                                                               | Prado Negro Las Mimbres Venta del Molinillo                                   |                     |
| 120                   | 269      | Prado Negro Las Mimbres Venta del Molinillo                                                                                               | Prado Negro Las Mimbres Venta del Molinillo                                   |                     |
| 120                   | 276      | Diezma (West) | Diezma (West)                                                                 |                     |
| 120                   | 278      | Diezma (Ost) | Diezma (Ost)                                                                  |                     |
| 120                   | 282      | Darro Jaén | Darro Jaén La Peza                                                            | A-308               |
| 120                   | 284      | La Peza Embalse de Francisco Avellán |                                                                               |                     |
| 120                   | 285      | Lopera | Lopera                                                                        |                     |
| 120                   | 286      | Lopera Río Fardes | Lopera Río Fardes                                                             |                     |
| 120                   | 288      | Purullena Cortes y Graena Beas de Guadix                                                                                                  | Purullena Cortes y Graena Beas de Guadix                                      |                     |
| 120                   | 292      | Guadix |                                                                               |                     |
| 120                   | 293      | | Purullena Cortes y Graena Beas de Guadix                                      |                     |
| 120                   | 294      | Benalúa Guadix | Guadix Almería Murcia Baza Benalúa                                            |                     |
| 120                   | 295      | Baza Murcia |                                                                               | A-92N               |
| 120                   | 303      | Alcudia de Guadix Exfiliana |                                                                               |                     |
| 120                   | 304      | | Alcudia de Guadix Exfiliana Guadix (Ost)                                      |                     |
| 120                   | 307      | Alcudia de Guadix Exfiliana |                                                                               |                     |
| 120                   | 308      | | Alcudia de Guadix Exfiliana                                                   |                     |
| 120                   | 312      | La Calahorra Charches Cherín Puerto de la Ragua                                                                                           | La Calahorra Charches Cherín Puerto de la Ragua                               | A-337               |
| 120                   | 318      | Dólar El Pocico | Dólar El Pocico                                                               |                     |
| 120                   | 321      | Huéneja La Huertezuela | Huéneja La Huertezuela                                                        |                     |
| 120                   | 326      | Huéneja | Huéneja                                                                       |                     |
| 120                   |          | Provinz Almería | Provinz Granada                                                               |                     |
| 120                   | 330      | Fiñana |                                                                               |                     |
| 120                   | 333      | Fiñana Sierra Nevada P. N. Sierra Nevada                                                                                                  | Fiñana Sierra Nevada                                                          |                     |
| 120                   | 336      | Fiñana Abrucena | Fiñana Abrucena                                                               |                     |
| 120                   | 341      | Abla Abrucena Doña María | Abla Abrucena Doña María                                                      |                     |
| 120                   | 345      | Los Lázaros Doña María | Los Lázares Doña María                                                        |                     |
| 120                   | 352      | Los Navarros Las Alcubillas Huéchar | Los Navarros Las Alcubillas Huéchar                                           |                     |
| 120                   | 354      | Los Navarros Las Alcubillas Huéchar | Los Navarros Las Alcubillas Huéchar                                           |                     |
| 120                   | 356      | Las Alcubillas Aulago | Las Alcubillas Aulago                                                         |                     |
| 120                   | 358      | Aulago | Aulago                                                                        |                     |
| 120                   | 360      | Gérgal | Gérgal                                                                        |                     |
| 120                   | 362      | Gérgal | Gérgal                                                                        |                     |
| 120                   | 364      | U.E.E. |                                                                               |                     |
| 120                   | 368      | Arroyo del Verdelecho | Arroyo del Verdelecho                                                         |                     |
| 120                   | 376      | Tabernas Sorbas | Tabernas Sorbas                                                               | N-340a              |
| 120                   | 382      | Rioja – Benahadux Gádor | Rioja – Benahadux Gádor                                                       | N-340a N-324        |
| 120                   | 387      | Pechina Sierra Alhamilla | Pechina Sierra Alhamilla                                                      | ALP-816             |
| 80                    | 392      | Almería Málaga |                                                                               | E-15 A-7            |
| 60                    |          | Acuartelamiento Álvarez de Sotomayor (La Legión) E-15 A-7 Murcia Flughafen Viator A-1000 Almería (Nord) E-15 A-7 Almería-Motril Flughafen | A-92 Guadix Granada                                                           |                     |